# ノティール

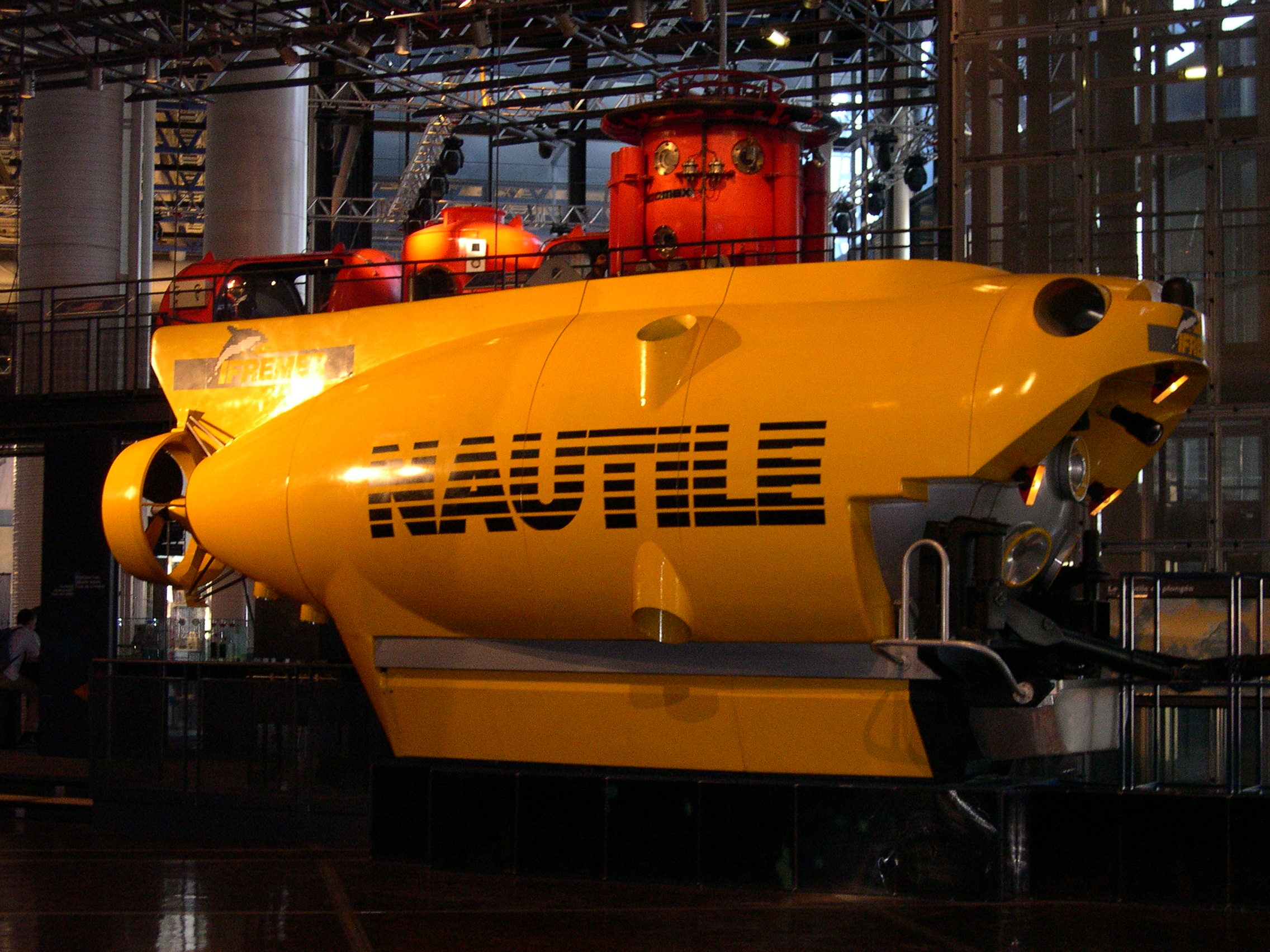
シテ科学産業博物館に展示されているノティールの実物大模型

ノティール（フランス語: Nautile）はフランスの有人潜水調査艇である。フランス国立海洋開発センター（CNEXO）およびその後身であるフランス国立海洋開発研究所(en:IFREMER)によって発注・建造された。1984年11月に就役。深さ6000メートルまで潜水可能である。

## 概要
ノティールはバチスカーフを元に製造された小型潜水艇で、正副パイロットと科学研究スタッフの3名が乗り込める。長さ8メートル、幅2.7メートル、高さ3.81メートルで、耐圧殻はチタン合金で作られている。浮力材にはシンタクチックフォームを使用し、潜航用バラストには数ミリ径の鉄球を1トン積載する。船尾のメインプロペラのほかに船体の前後左右に4つのスラスターを装備することで高い運動性を実現し、水銀を用いたトリムタンクによって船体のピッチ姿勢制御も可能となっている。3つの観測窓の他に、静止画像カメラ2基、カラービデオカメラ2基、一連のフラッドライト（投光機）を装備している。リモート操作によるロボット・アーム2本により海底の標本採取や各種水中作業をこなす。
ノティールはフランス語でオウムガイのことであり、ジュール・ヴェルヌの創作した潜水艦ノーチラス号や、アメリカ海軍の原子力潜水艦ノーチラスなどと同一語源である。日本語では「ノチール号」と表記されることもある。

## 科学調査
潜水支援母船である「ナディール」「アタラント」「プルクワ・パ?」に搭載され、世界各地の海域で海洋地質学と深海生物学の研究に携わっている。進水後のテスト潜航をプエルトリコ海溝で行い6740メートルの潜航深度を記録。初めての本格的な調査任務は1985年に行われた日本とフランスの共同調査「KAIKO計画」であり、日本海溝などに27回の潜航を行ってプレートテクトニクスの研究に大きな成果を挙げた。銚子沖の海底で沈み込みプレート境界をはじめて直接視認し撮影することに成功し、襟裳海山に海底地震計・海底傾斜計を設置するなど、実証的なプレートテクトニクス研究の草分けとなる成果を上げている。ノティールは船体と搭載装置の改良を続けつつ、2008年の時点で累計1600回以上の潜水を行っている。

## その他の活動
その潜航能力を活かしてノティールは科学調査以外の様々な任務に携わっている。1987年以降数度に亘ってタイタニック号の残骸を調査してその画像を撮影した。2002年にはスペインの大西洋側で沈没した石油タンカープレスティージ号による大規模な油濁事故（en:Prestige oil spill）の際に清掃作業に参加した。また2008年5月に完成したen:ANTARESニュートリノ望遠鏡の建設作業に何度か使用されている。2009年6月のエールフランス447便墜落事故に際しては墜落機のブラックボックス捜索に従事した。